# Shane O’Connor (Skirennläufer)
Shane O’Connor (* 15. November 1973 in Dublin) ist ein ehemaliger irischer Skirennläufer.

## Karriere
O’Connor gab sein internationales Renndebüt 1993 bei den Weltmeisterschaften in Morioka, wobei er im Slalom den 48. Platz belegte. In den darauffolgenden Jahren startete er hauptsächlich bei FIS und Citizenrennen sowie nationalen Meisterschaften, wobei nennenswerte Erfolge ausblieben.
Am 3. Februar 2001 erreichte er seine einzige Podestplatzierung bei einem FIS-Rennen. Beim Slalom im Skigebiet Nevis Range am Aonach Mòr belegte er den dritten Platz.
Sein bestes Ergebnis bei einem internationalen Großereignis erzielte O’Connor 2007 bei den Weltmeisterschaften in Åre mit dem 46. Rang im Slalom.
2010 nahm O’Connor an den Olympischen Winterspielen in Vancouver teil. Im Slalom erreichte er Rang 45. Dies war zugleich sein letzter Start bei einem internationalen Skirennen.

## Erfolge

### Olympische Winterspiele
- Vancouver 2010: 45. Slalom

### Weltmeisterschaften
- Morioka 1993: 48. Slalom
- St. Moritz 2003: 56. Slalom, 70. Riesenslalom
- Bormio 2005: 52. Slalom, 67. Riesenslalom
- Åre 2007: 46. Slalom, 53. Riesenslalom
- Val-d'Isère 2009: 47. Slalom

### Weiter Erfolge
- Ein Podestplatz bei einem FIS-Rennen